# Ærespromenade
En ærespromenade er et fortov eller et gadeafsnit på en gågade, hvor berømte personer æres med en hædersflise. I København finder man en ærespromenade på Frederiksberg Allé ud for Café Promenaden, hvor danske skuespillere er foreviget med hver sit portræt på en granitflise. Senest er skuespillerinden Trine Dyrholm beæret med hædersflise. Tidligere fliser hædrer Niels Olsen, Thomas Eje, Sidse Babett Knudsen, Iben Hjejle, Mads Mikkelsen, Peter Mygind, Bodil Udsen, Anders W. Berthelsen, Nikolaj Lie Kaas, Ghita Nørby og Birthe Neumann .
Den første ærespromenade, som blev oprettet, er ærespromenaden i Hollywood (Hollywood Walk of Fame), grundlagt af byen Hollywood i 1958.